# Millau
Millau (okcitánsky Milhau) je francouzské město v departementu Aveyron v regionu Okcitánie. V roce 2020 zde žilo 22 178 obyvatel. Je centrem arrondissementu Millau a kantonů Millau-1 a Millau-2.
Město je známé i tím, že se poblíž nachází stejnojmenný dálniční most přes údolí a řeku Tarn, tzv. Viadukt Millau, spojující Paříž s jižní částí Francie (dálnice A75). Po jeho otevření v prosinci 2004 se snížilo značné dopravní zatížení města automobilovou dopravou. Most překlenuje údolí řeky Tarn na jihozápadním okraji města.

## Historie
V tzv. Peutingerově mapě, která vychází z kopie Agrippovy mapy ze 4. století n. l., znázorňující síť silnic Římské říše, je část dnešního Millau, zvaná La Graufesenque, zobrazena pod názvem Condatomagus. V římských dobách bylo toto sídlo centrem výroby vysoce kvalitní červenohnědě zbarvené keramiky, známé pod označením terra sigillata.

## Partnerská města
- Louga, Senegal, (1962)
- Bad Salzuflen, Německo, (1975)
- Bridlington, Velká Británie, (1992)
- Sagunto, Španělsko, (2006)
- Mealhada, Portugalsko, (2010)

## Galerie

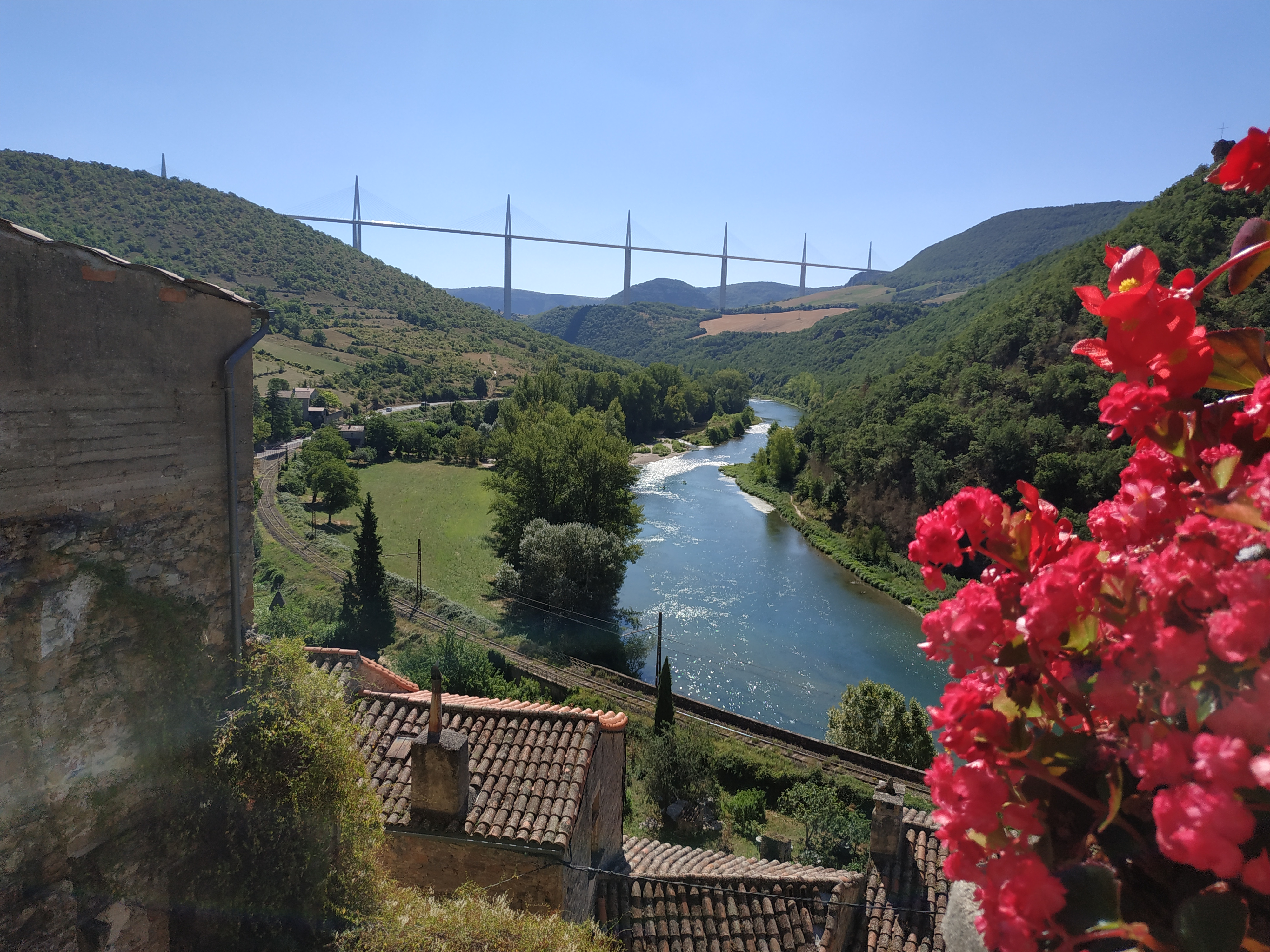
Le Viaduc de Millau
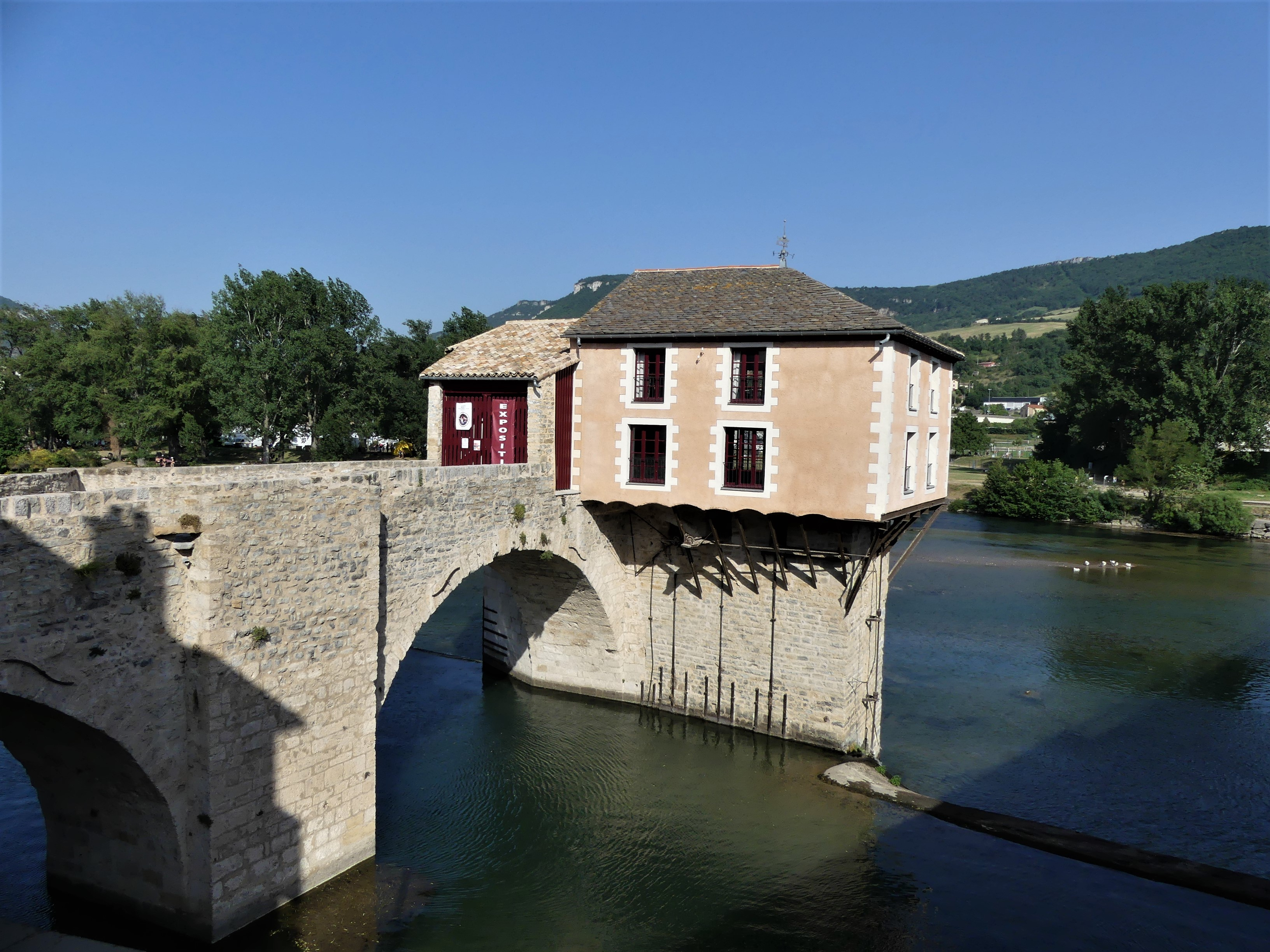
Torzo mostu z 11. století a mlýna na řece Tarn
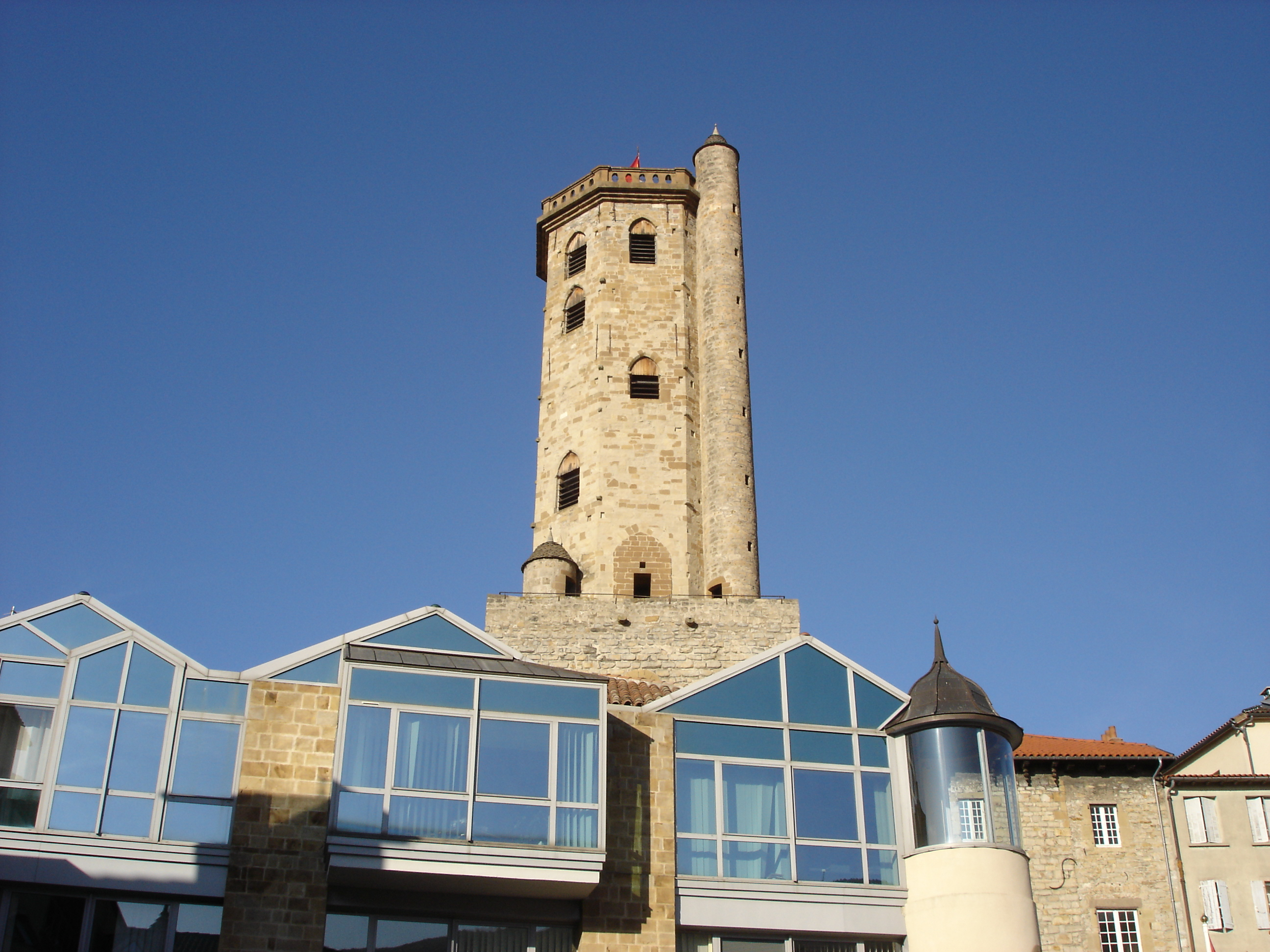
Věž středověkého hradu, později městská  zvonice
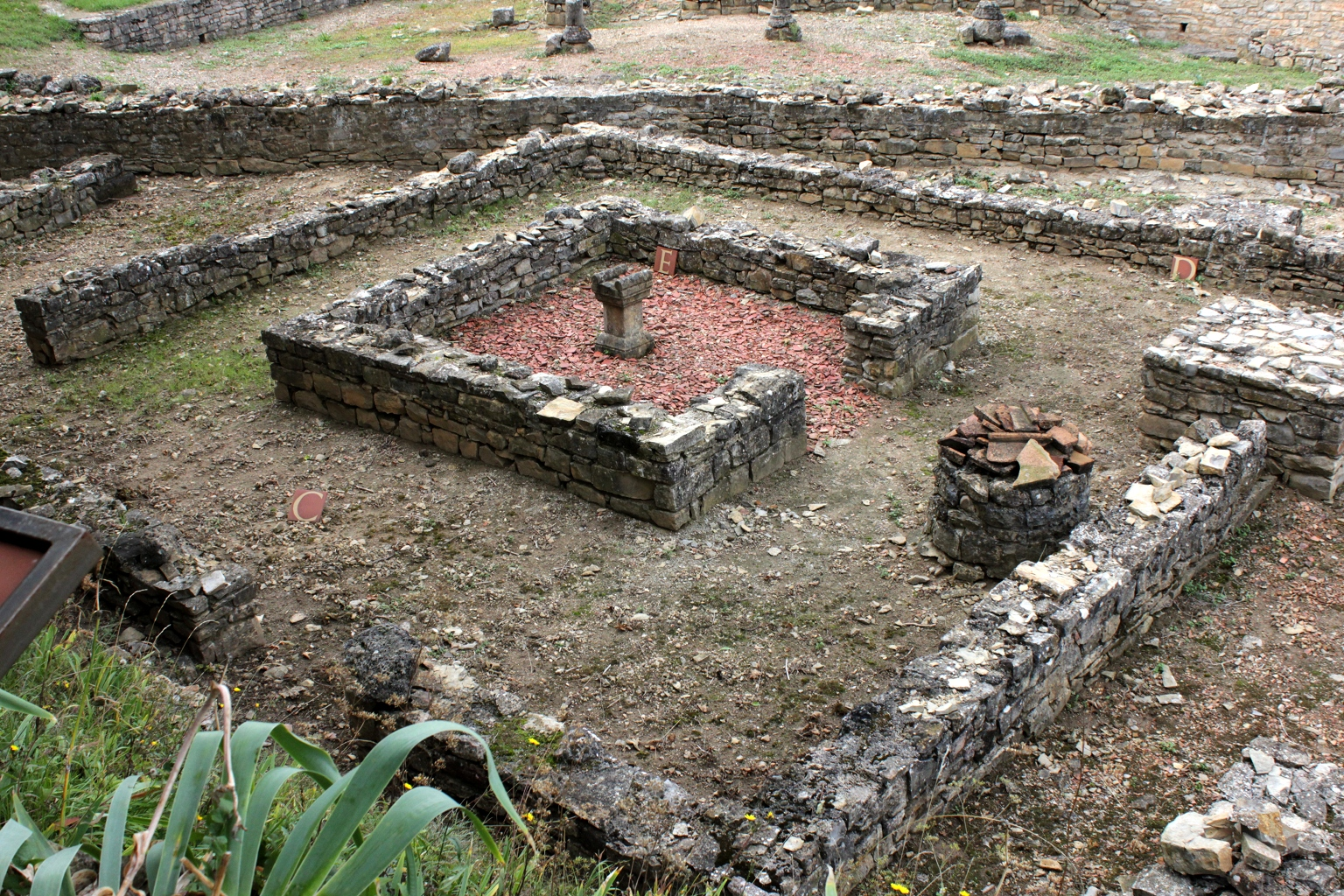
Galo-římský templ (fanum) v La Graufesenque
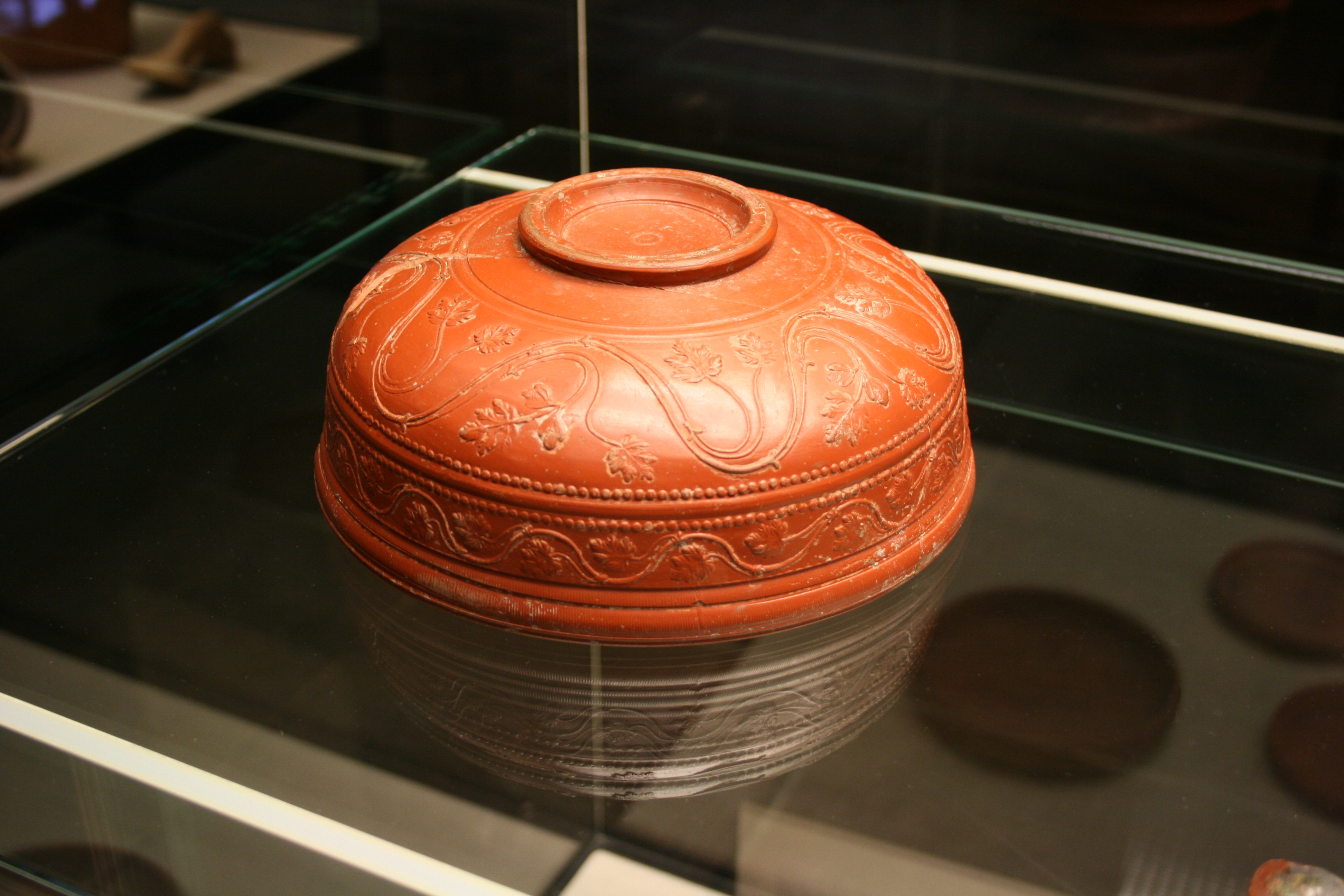
Římská keramická mísa z Millau v muzeu Römerhalle v Bad Kreuznachu
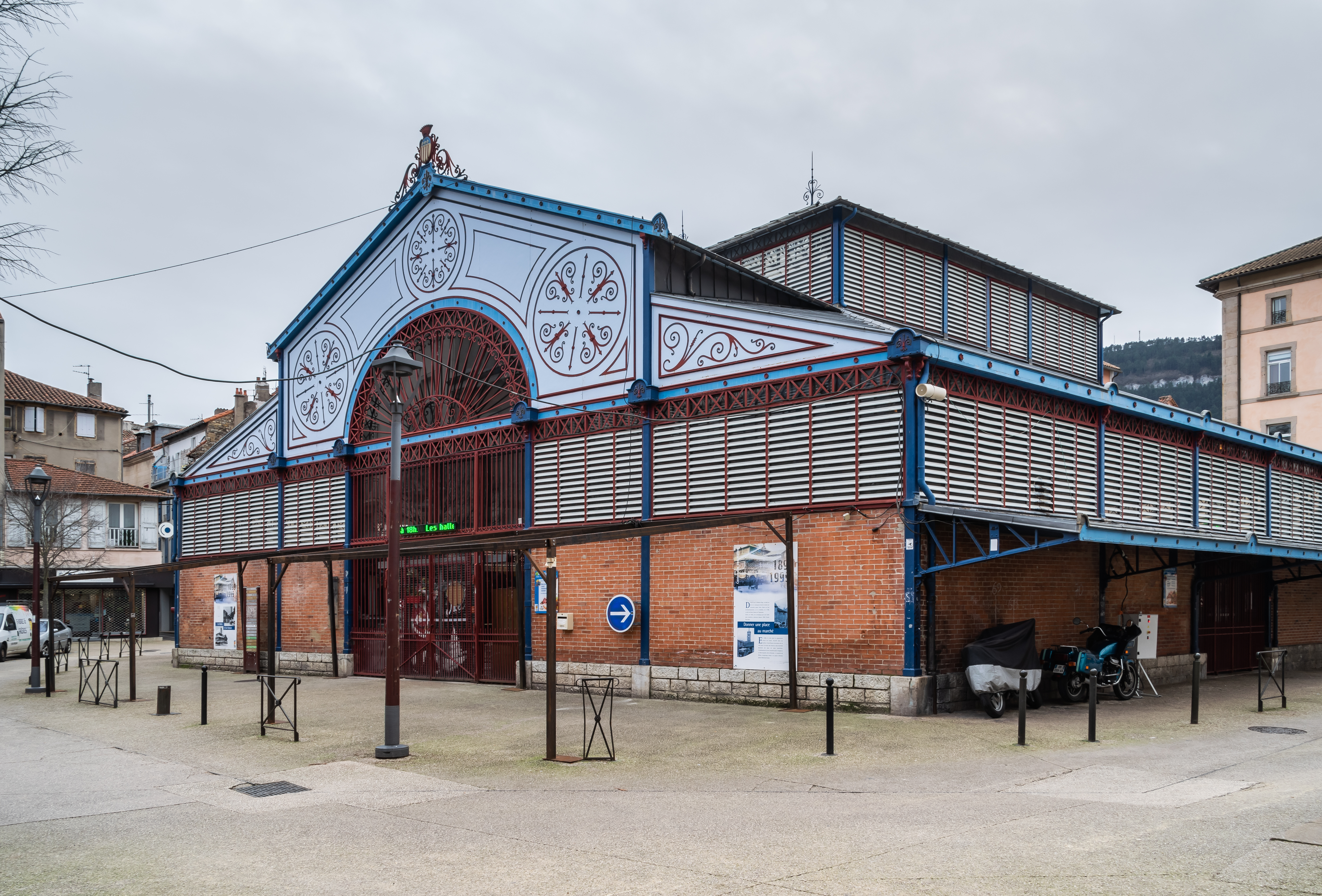
Tržnice v Millau